# Zénémé
Zénémé (ou Jeneme) est une localité du Cameroun située dans le département du Mayo-Tsanaga et la Région de l'Extrême-Nord, à proximité de la frontière avec le Nigeria.  Elle fait partie de l'arrondissement de Mayo-Moskota et du canton de Mozogo.

## Population
En 1966-1967, la localité comptait 683 habitants (Kanouri, Mafa, Mandara, Peuls. À cette date elle abritait un marché de coton).
Le recensement de 2005 a distingué trois villages :
- Zénémé I : 1 130 personnes
- Zénémé II Arabe Choua : 151 personnes
- Zénémé Mafa : 488 personnes